# Michele Zolla
Michele Zolla (Armeno, 2 luglio 1932 – Roma, 1º gennaio 2024) è stato un politico e funzionario italiano.

## Biografia
Inizialmente funzionario del Dipartimento per il Mezzogiorno della Presidenza del Consiglio dei ministri, venne eletto deputato della Repubblica Italiana durante la VI, VII, VIII, IX e X legislatura, sempre nella circoscrizione elettorale di Torino-Novara-Vercelli con la Democrazia Cristiana.
Nel 1975 presentò invano un'interrogazione al Ministro della Difesa per sapere se l'accusa lanciata dal senatore missino Giorgio Pisanò a Dario Fo - cioè l'aver fatto parte delle Brigate Nere - corrispondesse a verità. 
Negli anni ricoprì vari uffici di governo. Fu sottosegretario alla Presidenza del Consiglio per gli interventi straordinari nel Mezzogiorno durante il Governo Andreotti IV, 
sottosegretario alla Presidenza del Consiglio per il coordinamento dei Servizi di informazione e sicurezza durante il Governo Fanfani V;, e inoltre fu vicepresidente del gruppo parlamentare della Democrazia Cristiana della Camera dei Deputati nonché infine vicepresidente della Camera dei Deputati durante la X legislatura.
Dopo la fine dell'esperienza parlamentare fu chiamato a ricoprire il ruolo di consigliere speciale del Presidente della Repubblica Oscar Luigi Scalfaro dal 1992 al 1999. Fu poi membro del Consiglio Nazionale dell'Economia e del Lavoro dal 2000 al 2005.
Morì a Roma il 1º gennaio 2024 all'età di 91 anni.